# Financial Times
Financial Times (FT; по-русски «Файнэ́ншл Таймс») — британская и международная ежедневная деловая газета. Издаётся на английском языке в 24 городах мира общим тиражом около 356 тыс. экземпляров. Специализируется на публикации и анализе новостей из мира финансов и бизнеса. Главный офис газеты находится в Лондоне, принадлежит японской холдинговой компании «Никкэй» с основными редакционными офисами в Великобритании, США и Европе.

## История
Основанная в 1888 году братьями Шериданами, Financial Times в течение многих лет соревновалась с четырьмя другими газетами, посвящёнными финансам. В 1945 году она поглотила последнюю из них, Financial News (выпускалась с 1884 года).
В 2000—2012 годах выходила также версия газеты на немецком языке — Financial Times Deutschland.

## Владельцы
С 1957 по ноябрь 2015 года газета принадлежала британскому медийному холдингу Pearson PLC.
30 ноября 2015 года японская медиакорпорация «Никкэй» приобрела 100 % акций медиагруппы FT Group, включая газету Financial Times.

## Содержание газеты
Financial Times относится к группе так называемых качественных изданий (qualities), в которые входят солидные газеты с почтенной историей, такие как The Times, The Guardian и другие.
Интересной особенностью газеты является то, что её традиционно печатают на рыжеватой бумаге.
Является составителем рейтинга FT500 — 500 крупнейших компаний.
В настоящее время также издаётся версия газеты на китайском языке — FT Chinese.
В ноябре 2015 года количество подписчиков газеты Financial Times составляло 750 тысяч, в том числе 550 тысяч подписчиков электронной версии.

## Редакторы
Должность главного редактора газеты занимали следующие лица:
- 1947—1972: Гордон Ньютон[англ.][7];
- 2005—2020: Лайонел Барбер[англ.][8];
- С 2020: Рула Халаф[англ.][9].